# Jenny Carlson
Jenny Carlson (født 17. april 1995 i Göteborg, Sverige) er en svensk håndboldspiller, der spiller for franske Brest Bretagne Handball i LFH Division 1 Féminine og Sveriges kvindehåndboldlandshold.

## Karriere
Carlson startede med at spille håndbold hjemme i Kärra HF når Göteborg. I 2014, flyttede hun til den svenske topklub Lugi HF. Efter fire sæsoner i klubben, og en 2017/18 sæson med hele 108 ligamål for klubben, skiftede hun i sommeren 2018, videre til den danske ligaklub Ringkøbing Håndbold. Fra oktober 2018, måtte hun holde pause fra håndbolden, til slutningen af sæsonen 2018/19 på grund af en kronisk tarmsygdom. Efter hendes restitution, sluttede hun sig til ligarivalerne fra nordjyske EH Aalborg. I sæsonen 2019/20, var Carlson en af topscorerne og en af dem med flest assists i den danske liga. I maj 2020, blev det meddelt at Carlson, skiftede til det nyoprettede ligahold Holstebro Håndbold.
Hun fik officiel debut på det svenske A-landshold i OL-kvalifikation i marts 2021. Hun blev efterfølgende udtaget til den svenske landstræner Tomas Axnérs spillertrup til Sommer-OL 2020 i Tokyo. Sverige sluttede som nummer 4, ved OL-turneringen og Carlson fik en overraskende god slutrundedebut, hvor hun gjorde godt bemærket.